# Accord parfait (film)
Pour l’article homonyme, voir Accord parfait.
Pour plus de détails, voir Fiche technique et Distribution.
Accord parfait est un film français réalisé par Arsène Floquet en 1985 mais dont la première projection publique n'eut lieu que le 27 janvier 1988.

## Fiche technique
- Titre original : Accord parfait
- Réalisation : Arsène Floquet
- Scénario : Arsène Floquet
- Photographie : Laurent Leymonie
- Son : Éric Mauer
- Montage : Katia Trévisani
- Musique : Alexandre Scriabine
- Producteur exécutif : Herbert de Zaltza
- Société de production : Ponant Productions, K2 International Productions
- Société de distribution : Les Films du Sémaphore
- Pays d'origine :  France
- Langue originale : français
- Format : couleur — 35 mm — son Mono
- Genre : drame
- Durée : 82 minutes
- Dates de sortie : France : 27 janvier 1988

## Distribution
- Malo Kervern : Malo
- Laurence Hamelin : Lolo
- Benoît Régent : le père
- Isabelle Weingarten : la mère
- Bernard Farcy : l'amiral
- Jean-Christophe Artur : Toche
- Jean-Pierre Becker : Jos
- Philippe Séguy : Philippe
- des habitants de l'île de Sein

## Autour du film
Le film a été tourné à l'ile de Sein. Les habitants ont participé à l'écriture du scénario.